# اخی اوران

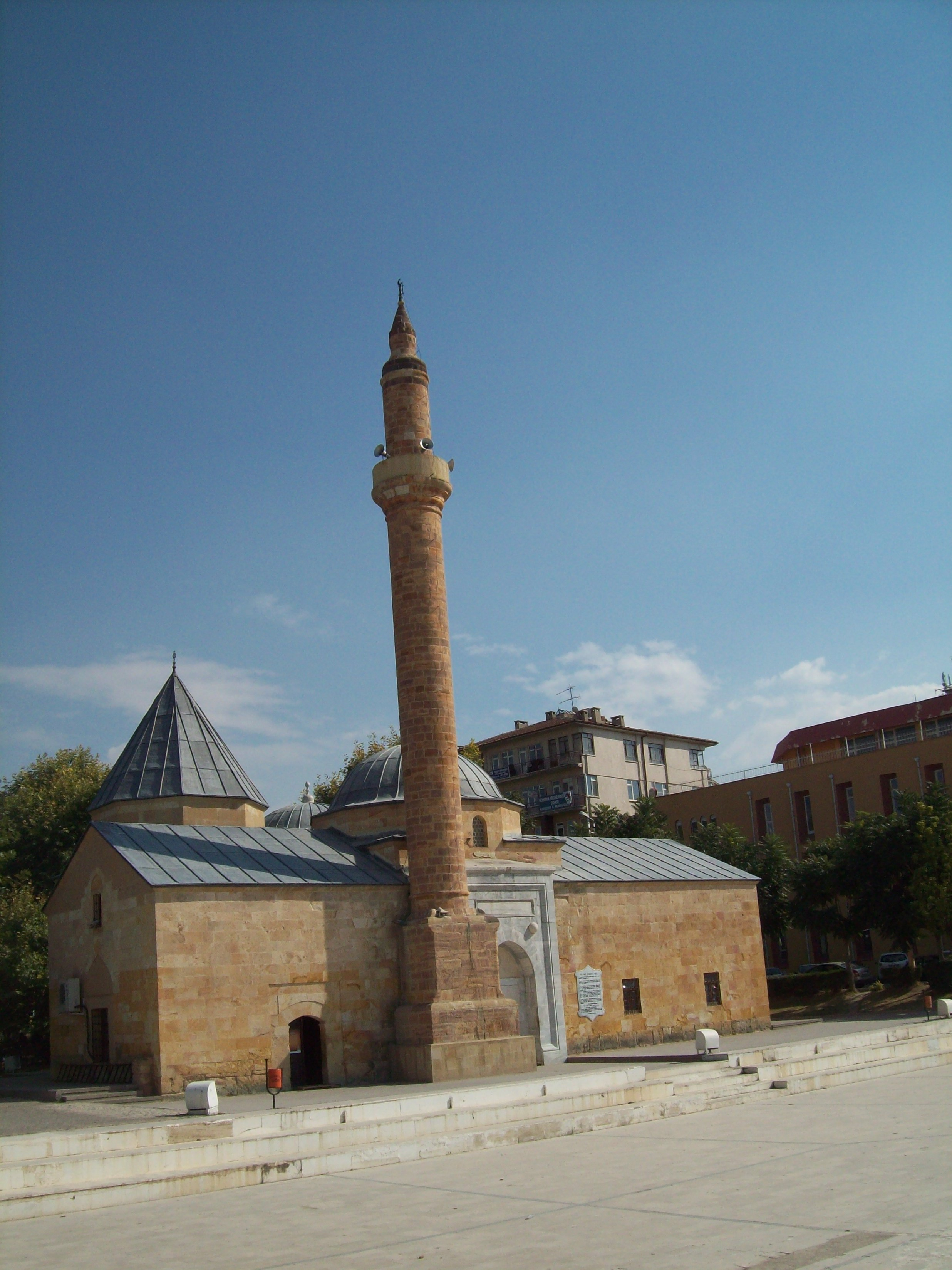
مسجد و مقبرهٔ اخی اوران در قرشهر ترکیه

ابوالحقایق نصیرالدین محمود بن احمد معروف به اخی اوران یا اخی اورن (۵۶۶ق/۱۱۷۱م در خوی — ۶۵۹ق/۱۲۶۱م) پیر صنف دباغان علوي و ترک و بنیانگذار طریقت اخی لیق بود.